# Institut national de la statistique et des études économiques
Pour les autres articles nationaux ou selon les autres juridictions, voir Institut national de la statistique.
L'Institut national de la statistique et des études économiques (Insee ou INSEE, prononcé [in.se]) est un organisme français créé en 1946. Il a pour rôle de collecter, produire, analyser et diffuser des informations sur l'économie et la société françaises. Depuis juin 2025, son directeur est Fabrice Lenglart. Son siège actuel se situe à Montrouge, en banlieue parisienne.
L’Insee produit en particulier les données de la comptabilité nationale annuelle et trimestrielle, les grands indicateurs de la démographie, le taux de chômage et l'indice des prix à la consommation. Il constitue une direction générale du ministère chargé des Finances. Il dispose d'une indépendance de fait vis-à-vis du gouvernement, désormais[Quand ?] garantie en droit par la loi.
L'Insee publie également des études économiques, en s'attachant à respecter une stricte neutralité et une rigueur d'analyse.
L’Insee a plusieurs missions régaliennes. Il gère plusieurs répertoires : le répertoire électoral unique, le répertoire national d'identification des personnes physiques, qui permet l'attribution du numéro d'identification au répertoire (ou numéro de sécurité sociale) et le répertoire d'identification des entreprises (numéro SIREN). Il organise et supervise le recensement de la population (dont la collecte est assurée par les communes).

## Histoire

### Création
Le Service national des statistiques (SNS) a été créé par René Carmille (initiateur également du numéro de code individuel qui deviendra, à la Libération, le numéro de sécurité sociale, toujours utilisé en France) deviendra l'Insee en 1946, sous l’égide de Francis-Louis Closon en 1946. Francis-Louis Closon, résistant pendant la Seconde Guerre mondiale et Compagnon de la Libération, dirige l'institut jusqu'en 1961.
Ce sont les articles 32 et 33 de la loi de finances du 27 avril 1946,, sous le gouvernement provisoire, qui créent l’Institut national de la statistique et des études économiques pour la métropole et la France d'outre-mer, remplaçant le Service national des statistiques (SNS) qui avait succédé à la Statistique générale de la France (SGF).

### Premières années
En 1946, les chiffres du recensement de la population ayant eu lieu quelques mois plus tôt sont analysés par l'Insee. L'Insee ne sera impliqué dans la préparation de l'enquête que plusieurs recensements plus tard. Dès le 28 août 1946, soit quatre mois après la création, par la loi no 46-1889, l'institut se voit confier la gestion du fichier électoral. Il y a alors dix-huit directions régionales (cette organisation restera celle de l'Insee jusqu'en 1960) situées à : Bordeaux, Clermont-Ferrand, Dijon, Lille, Limoges, Lyon, Marseille, Montpellier, Nancy, Nantes, Orléans Paris, Poitiers, Reims, Rennes, Rouen, Strasbourg, Toulouse.
En 1942 est créé l'École d'application du Service national des statistiques, qui devient en 1946 l'école d'application de l'Insee (renommée en 1960 École nationale de la statistique et de l'administration économique).
En 1948, le fichier des établissements, ancêtre de SIRENE est créé.
En 1950, la première enquête Emploi est effectuée.
En 1951, la loi sur le secret statistique entre en vigueur.

### Années 1960
- 1960 : l'École d'application du Service national des statistiques devient l'École nationale de la statistique et de l'administration économique[8].
- 1967 : création du service régional de Picardie le 1er avril à Amiens ; création du centre de Caen la même année.
- 1er janvier 1968 : création du département de l'informatique.
- 1969 : l'Insee change pour la première fois de logo ; création du Centre informatique méditerranéen Insee Équipement à Aix-en-Provence.

### Années 1970
- 1970 : création du service départemental de la Guyane. Lancement du projet SAFARI (Système automatisé pour les fichiers administratifs et le répertoire des individus).
- 1972 : création du Conseil national de la statistique, création des centres informatiques de Paris et Nantes.
- 14 mars 1973 : création du répertoire SIRENE (Système national d'identification et du répertoire des entreprises et de leurs établissements) confié à l'Insee (l'immatriculation SIRENE entre en vigueur en 1975)[9].
- 1974 : création du service interrégional Antilles-Guyane. Abandon du projet SAFARI.
- 1975 : déplacement du siège au 18 du boulevard Adolphe-Pinard à Paris.

### Années 1980
- 1984 : création du Conseil national de l'information statistique
- 1987 : mise en place du service Minitel « 3615 INSEE ».

### Années 1990
- 1991 : par décret du 28 janvier, les services régionaux de Corse, de Franche-Comté, de Basse-Normandie, de Picardie et de La Réunion deviennent des directions régionales et le service interrégional Antilles-Guyane devient une direction interrégionale.
- 1993 : l'Insee change pour la deuxième fois de logo ; ce logo, rajeuni en 2013, est le logo actuel de l'organisme.
- 1996 : ouverture du Centre de formation de l'Insee à Libourne (CEFIL) en Gironde[10] et installation de l'École nationale de la statistique et de l'analyse de l'information (ENSAI) à Bruz (Ille-et-Vilaine).

### Années 2000

#### Grands projets
Parmi les projets les plus importants de l'Insee figurent la mise en place depuis le 1er janvier 2004 du nouveau recensement de la population française, devenu annuel avec renouvellement partiel, et le programme de refonte des statistiques annuelles d'entreprises (RESANE), visant à mettre en place la nouvelle enquête sectorielle annuelle auprès des entreprises françaises dès 2009, afin de répondre aux exigences statistiques européennes.

### Années 2010

#### Déménagement à Metz
En 2008, le gouvernement envisage un déménagement d'une partie des activités de l'Insee à Metz, au titre de l'aménagement du territoire. Cette décision rencontre l'opposition de l'intersyndicale de l'Insee. Le déménagement prend du retard et ses coûts sont revus à la hausse. En 2019, le déménagement n'avait toujours pas été réalisé. Les services et leurs agents implantés en Moselle y sont depuis 2011, dans un puis deux bâtiments provisoires. Depuis septembre 2022, l'Insee de Metz est définitivement installé dans l'Ancienne Gare de Metz.

#### Réforme territoriale
Le 31 juillet 2015, dans le cadre de la réforme territoriale, sont annoncées, pour les futures régions issues de fusion de régions au 1er janvier 2016, les villes qui accueilleront le siège des nouvelles directions régionales de l'Insee : Strasbourg avec des services à Nancy et à Reims, Poitiers avec des services à Bordeaux et à Limoges, Lyon avec des services à Chamalières, Besançon avec des services à Dijon, Toulouse avec des services à Montpellier, Lille avec des services à Amiens, Caen avec des services à Rouen.

### Années 2020

#### Anniversaire des75 ans
Le 27 avril 2021, l'Insee fête ses 75 ans d'existence. À cette occasion, un logo spécifique est créé.

### Identité visuelle (logo)
L'Insee a connu trois logos depuis sa création. Un premier logo de la création de l'institut en 1946 jusqu'en 1969, ce premier logo comprenait notamment un boulier manipulé par une main et une plume devant un parchemin. Le deuxième logo, adopté en 1969, rajeuni en 1987, ne donne à voir que le sigle Insee tout en minuscules dans une police d'écriture courbe avec uniquement le contour des lettres. Le dernier logo, utilisé depuis 1993, et depuis 2013 dans sa version rénovée avec la phrase « Mesurer pour comprendre » inscrite en bas du logo, est le sigle surmonté d'un carré dans lequel s'inscrit une portion de « camembert ».

Le logo dans sa version de 1993 à 2013.
Logo depuis 2013.

### Sièges successifs

Le siège à Malakoff utilisé de 1975 à 2018.

Le Service national des statistiques avait son siège à Lyon. Le siège part à Paris pendant un déménagement étalé sur plusieurs mois entre 1944 et 1945. Après un court passage quai Branly, le siège du Service national des statistiques part rue Boulitte. Voici les sièges successifs de l'Institut depuis sa création en 1946 :
- de 1946 à 1951 : rue Boulitte à Paris ;
- de 1951 à 1975 : 29 quai Branly à Paris, à l'emplacement de l'actuel musée du Quai Branly - Jacques-Chirac ;
- de 1975 à 2018 : 18 du boulevard Adolphe-Pinard à Paris et Malakoff[17] dans des bâtiments construits en 1974 réalisés par l'architecte Serge Lana assisté de Denis Honegger. La tour principale faisait 48 m de hauteur et comptait 13 étages ;
- depuis 2018 : 88 de l'avenue Verdier à Montrouge (Hauts-de-Seine), l'emménagement a été effectué entre mi-février et fin mars 2018 au White à Montrouge[18],[19] ; il était initialement programmé à l'été 2017[20].

## Publications d'études économiques
L'Insee publie des études économiques et sociales, en s'attachant à respecter une stricte neutralité et une rigueur d'analyse.
Les publications les plus connues sont : Insee Première, Insee Références, Économie et Statistique / Economics and Statistics,, et le Courrier des statistiques, périodique à vocation méthodologique.
Tous les trimestres, l'Insee publie une note de conjoncture. En amont des données statistiques définitives, l'Insee réalise des prévisions à trois ou six mois des principaux agrégats économiques.

## Fonction
Les fonctions principales de l'Insee sont d' organiser et exploiter les recensements de la population et publier les différents chiffres de population de la France ; de mener des enquêtes (périodiques ou ponctuelles) d'intérêt général auprès des entreprises ou des ménages ; de mesurer les principaux indicateurs économiques qui concernent la France (produit intérieur brut, chômage en France, taux d'emploi, taux de pauvreté, etc.) ; de produire et publier de nombreux indices, dont la qualité est très généralement reconnue. Parmi les indices des prix mesurés, l'indice des prix à la consommation (IPC) constitue la mesure officielle de l'inflation (augmentation du niveau général des prix). D'autres indices sont des références obligatoires pour la conclusion ou la révision de certains contrats (par exemple, l'indice de référence des loyers ou l'indice des loyers commerciaux, ILC).
L'Insee gère également des répertoires :
- la Base des répertoires des personnes physiques (BRPP)[28] avec :
  - le répertoire national d'identification des personnes physiques (RNIPP) qui comprend notamment le numéro d'inscription au répertoire des personnes physiques (NIRPP ou NIR) appelé communément numéro de sécurité sociale ;
  - le Répertoire électoral unique (REU) ;
- le répertoire système national d'identification et du répertoire des entreprises et de leurs établissements (SIRENE) comprenant les identifiants système d'identification du répertoire des entreprises (SIREN) des entreprises et SIRET de leurs différents établissements.

L'Insee gère les codes qui servent à identifier certaines nomenclatures :
- le code COG (code officiel géographique, aussi appelé « Code INSEE ») identifie les zones géographiques : communes (voir liste), cantons, arrondissements, départements, régions, pays et territoires étrangers[29],[30] ;
- le code APE (activité principale exercée) pour une entreprise ou un établissement[31], code figurant dans la nomenclature d'activités française ;
- les Professions et catégories socio professionnelles (PCS)[32].

L'Insee assure également la diffusion et l'analyse des informations statistiques. Il publie ainsi de nombreux documents, ouvrages ou périodiques, ainsi que quelques cédéroms. Toutefois, Il met à disposition gratuitement la quasi-totalité des statistiques sur son site internet. Pour faciliter l'accès à ces statistiques, l'Insee a instauré des « intermédiaires Insee » dans les différentes régions françaises.
Enfin, l'Insee soumet différents aspects de son activité au Conseil national de l'information statistique (CNIS). Ses questionnaires sont notamment supervisés par le CNIS et la CNIL.

## Missions régaliennes
L'Insee a plusieurs missions régaliennes. Il tient le répertoire électoral unique et gère plusieurs autres répertoires : le répertoire national d'identification des personnes physiques, qui permet l'attribution du numéro d'identification au répertoire (ou numéro de sécurité sociale), et SIRENE, où sont immatriculés les entreprises et leurs établissements. Il organise et contrôle le recensement de la population (dont la collecte est assurée par les communes).

### Répertoire électoral unique
Par la loi no 2016-1048 du 1er août 2016 et l'article L16 du droit électoral, l'Insee est chargé de la gestion du Répertoire électoral unique (REU) en vue de l'inscription et le contrôle des listes électorales. Pour cela, l'institut doit :
- contrôler l'identité des personnes et leur statut vital en croisant avec le Répertoire national d'identification des personnes physiques (RNIPP) ;
- s'assurer de l'unicité de l'inscription des individus ;
- vérifier le droit et la capacité de voter qui peuvent être remis en cause dans trois cas : perte de nationalité, condamnation avec suspension du droit de vote, mise sous tutelle.

## Enquêtes
L'Insee a réalisé de nombreuses enquêtes ces dernières années, notamment :
- le recensement de la population en 1962, 1968, 1975, 1982, 1990 et 1999. Depuis 2004, le recensement se fait en continu ;
- l'enquête Emploi en continu[35] ;
- l'enquête Formation et qualification professionnelle depuis 1964 ;
- l'enquête Emploi du temps en 1966-1967, 1974-75, 1985-86, 1998-99, 2010 ;
- l'enquête Histoire de vie en 2003 et 2009 ;
- l'enquête Logement en 1970, 1973, 1978, 1984, 1988, 1992, 1996, 2002, 2006 et 2013 ;
- l'enquête Patrimoine en 1998, 2004, 2017 et 2020 ;
- les enquêtes annuelles « Cadre de vie et sécurité » (CVS) produites conjointement avec l'Observatoire national de la délinquance et des réponses pénales et le Service statistique ministériel de la sécurité intérieure (SSMSI) jusqu'à fin 2020, ou au plus tard en 2021, date à laquelle l'INSEE en cessera la production pour des raisons budgétaires[36].

## Accès à l'information de l'Insee
L'accès aux informations de l'Insee est gratuit dans sa quasi-totalité. Depuis 1997, des millions de données sont accessibles sur son site, notamment les « indices et séries » et les autres séries longues, des données localisées jusqu'au niveau communal et infracommunal, des fichiers détail anonymisés. Ces données peuvent être téléchargées et réutilisées librement par tout un chacun en respectant simplement l'intégrité des données et en mentionnant les sources. Toutes les publications sont mises sur le site en accès libre et gratuit par simple téléchargement. Elles sont également disponibles sous forme d'ouvrages en librairie ou sur commande.
L'Insee propose également des services payants conçus essentiellement pour les professionnels qui y recourent pour des raisons de commodité et de format des données.

### Communication sur la mortalité dans le cadre de la pandémie de Covid-19
Lors de la pandémie de Covid-19 en France, l'Insee met à disposition en ligne, temporairement et à un rythme hebdomadaire, le nombre de décès quotidiens enregistrés par département.

## Missions européenne et internationale
L'Insee participe avec le service statistique public (SSP) à la construction de la statistique européenne.
La majorité des statistiques produites par l'Insee sont des statistiques européennes, de plus en plus encadrées par des règlements européens.
En outre, l'Insee est le correspondant français d'Eurostat, l'organe européen de statistique (qui ne travaille pas directement dans les pays, mais fait toujours appel aux organes nationaux), et, plus généralement, représente la France dans les instances internationales où il est question de statistique. L'Insee, en collaboration avec Eurostat, a harmonisé ses statistiques avec les standards européens, qu'il a contribué à définir. Cette mission s'exerce en coopération avec les autres instances du service statistique public qui contribuent, chacune sur son domaine de compétence, à la statistique européenne.

## Enseignement et recherche
Le Groupe des écoles nationales d'économie et statistique, qui a le statut de grand établissement depuis janvier 2011, rassemble les activités d'enseignement et de recherche faites en liaison avec l'Insee. Il comprend notamment :
- l'École nationale de la statistique et de l'administration économique (ENSAE), assurant la formation des administrateurs de l'Insee, ainsi que des ingénieurs spécialisés dans le domaine de la statistique, de l'économie et de la finance ;
- l'École nationale de la statistique et de l'analyse de l'information (Ensai), école agréée, qui est en même temps une école d'ingénieurs formant des spécialistes de l'analyse de l'information ;
- le Centre de recherche en économie et statistique (CREST), centre de recherche en économie et en statistiques, qui jouit d'une bonne réputation.

## Indépendance
Eurostat, dans un rapport en janvier 2007, reconnaît que « l'indépendance professionnelle est un point fort de la culture de l'Insee » et que « l'Insee est généralement considéré comme un institut statistique de grande qualité ». Il recommande que cette indépendance de fait soit « inscrite dans le droit » vis-à-vis du gouvernement. La lettre de mission adressée par le président Sarkozy le 11 juillet 2007 à la ministre de l'Économie, des Finances et de l'Emploi, Christine Lagarde, déclarait : « Vous engagerez parallèlement une réflexion sur notre appareil statistique, notamment l'indice des prix et les chiffres du chômage, pour que les statistiques utilisées par le gouvernement pour définir sa politique présentent toutes les garanties et reflètent réellement la réalité vécue par les Français ». Depuis, l'indépendance professionnelle dans l'élaboration des statistiques a été inscrite dans la loi statistique française. L'article 1 de la loi de 1951 a été modifié par la loi de modernisation de l'économie adoptée par le Parlement français les 22 et 23 juillet 2008. Le nouvel article définit pour la première fois le périmètre du service statistique public, qui comprend l'Insee et les services statistiques ministériels, et le champ des statistiques publiques, dont « la conception, la production et la diffusion […] sont effectuées en toute indépendance professionnelle ». La loi crée une Autorité de la statistique publique chargée de veiller à cette indépendance. La composition de cette autorité, présidée à sa création par Paul Champsaur, a été publiée au Journal officiel de la République française le 27 mai 2009.

## Critiques de l'Insee
En décembre 2008, le ministre d'État Jean-Louis Borloo, critique ouvertement les enquêtes trimestrielles de l'emploi de l'Insee en soulignant que celles-ci ne portaient que sur l'évolution des effectifs dans les entreprises de plus de vingt salariés, alors que l'emploi aurait surtout progressé dans celles de moins de dix salariés. La méthodologie de l'enquête Emploi ne donnait cependant pas de légitimité à cette critique.
Les travaux de l'Insee sont également parfois en butte aux critiques des syndicats, quand par exemple deux rapports de l'Institut concluent que le SMIC et les minima sociaux pèsent sur le « non-emploi » en France. Les propres syndicats maisons de l'Insee (la CGT, la CFDT, FO et la CGC) demandent une rectification aux articles publiés. En vain, car « l'Insee assume complètement l'article ».

### Mode de calcul de l'inflation
Une autre critique, apparue en particulier lors de la conférence sur l'emploi et le revenu du 14 décembre 2006 et au cours de la campagne présidentielle de 2007, porte sur le mode de calcul de l'inflation (indice des prix à la consommation), qui n'intégrerait pas assez le coût du logement. L'indice ne comprend pas en effet les prix de l'immobilier (considérés comme un investissement) mais seulement les loyers.
La régularisation réglementaire du salaire minimum interprofessionnel de croissance était avant 2013 basée sur l'IPC. Cependant depuis le 1er janvier 2013, le taux d'inflation retenu pour l'évolution du Smic est l'inflation constatée pour les ménages des premier et deuxième déciles de la distribution des revenus.
Pour répondre à ces critiques concernant la définition du panier de prix à retenir, l'Institut a mis en ligne un outil permettant de calculer son propre indice d'inflation, suivant sa consommation personnelle.

## Organisation
La direction générale de l'Insee, située au 88 avenue Verdier à Montrouge, accueille également en ses locaux une bibliothèque spécialisée dans les domaines de l'économie, la statistique, la démographie et les sciences sociales. Celle-ci possède des collections documentaires remontant au début du XIXe siècle pour la France ainsi que pour de nombreux pays du monde.
Une « direction régionale de l'Insee » assure le service déconcentré dans chaque région française (les trois régions de Guadeloupe, Guyane et Martinique étant rattachées à une seule direction interrégionale), réalisant la collecte des données au niveau local et produisant des statistiques et des études au niveau régional (par exemple, analyse de bassins d'emploi ou de marché du travail local).

### Liste des directeurs généraux successifs
| Identité             | Période         | Période        |
| Identité             | Début           | Fin            |
| -------------------- | --------------- | -------------- |
| Francis-Louis Closon | 1946            | 1961           |
| Claude Gruson        | 1961            | 1967           |
| Jean Ripert          | 1967            | 1974           |
| Edmond Malinvaud     | 1974            | 1987           |
| Jean-Claude Milleron | 1987            | 1992           |
| Paul Champsaur,      | 12 octobre 1992 | 4 janvier 2003 |
| Jean-Michel Charpin, | 30 janvier 2003 | 2007           |
| Jean-Philippe Cotis  | 2007            | 2012           |
| Jean-Luc Tavernier   | 5 mars 2012     | 30 juin 2025   |
| Fabrice Lenglart     | 30 juin 2025    |                |

## Ressources

### Moyens humains
En 2023, l’Insee emploie 5 028 agents : 33 % en catégorie A+ et A, 43 % en catégorie B, 24 % en catégorie C et 768 enquêteurs.
En 2024, l'Insee employait 5 002 agents, répartis comme suit :
- Catégorie A+ et A : 1 144 agents ;
- Catégorie B : 3 858 agents ;
- Catégorie C : 768 agents ;
- 768 enquêteurs.

### Budget
Le budget de l'Insee s'élève, selon la loi des finances initiale de 2024, à 473,5 millions d'euros, dont 395,9 millions pour le budget du personnel.
L'Insee est financé pour ses travaux d'intérêts nationaux, et peut aussi l'être par des collectivités pour la production de statistiques ou d'études réalisées en partenariat les concernant.

## Principes
L'Autorité de la statistique publique veille au respect du principe d'indépendance dans « la conception, la production et la diffusion des statistiques publiques » (loi no 51-711 sur le secret statistique)[réf. nécessaire]. Le Conseil national de l'information statistique assure la concertation entre les producteurs et les utilisateurs de statistiques publiques[réf. nécessaire].

## INSEE et services statistiques ministériels
Le service statistique public est composé de l'Insee et des services statistiques ministériels (SSM) qui réalisent les opérations statistiques dans leurs domaines (éducation, santé, justice...). L'Insee coordonne ces opérations et décide des méthodes, des normes et des procédures pour établir les statistiques avec les SSM.

## Eurostats et travaux statistiques internationaux
Avec Eurostat (l'office de statistique de l'Union européenne) et ses homologues européens, l'Insee participe à l'élaboration du système statistique européen. L'Insee applique le programme européen qui définit les informations statistiques à produire et les enquêtes à réaliser afin d'assurer la comparabilité des données entre les pays membres de l'Union européenne. Deux tiers des statistiques produites par l'Insee entrent dans ce cadre, comme l'inflation ou le taux de chômage.
L'INSEE collabore aux travaux statistiques des organismes internationaux (ONU,FMI, OCDE…)[réf. nécessaire].